# Armoriale delle famiglie italiane (Z)
Questo è l'armoriale delle famiglie italiane il cui cognome inizia con la lettera Z.

## Armi

### Zab
| Stemma | Casato e blasonatura |
| ------ | --- |
|        | Zabaldani (Altavilla, Moncalvo, Alba) Titolo: signori di Casorzo; consignori di Altavilla, Castelletto Merli, Conzano, Ottiglio / marchesi di Castelvecchio d'Alba D'oro, al leone di rosso (citato in SUBL) |
|        | Zabarella (Firenze) D'azzurro, alla banda di rosso, bordata d'oro, caricata di tre stelle a otto punte dello stesso, e accostata da quattro stelle a otto punte, 2.2 (citato in ASFI) |
|        | Zabarella (Toscana) (DE) In Blau 1 goldbordierter roter Schrägbalken, belegt mit 3 und beidseitig begleitet von je 2 achtstrahligen silbernen Sternen (citato in KHIF) |
|        | Zabarella (Cesena) (la blasonatura non è stata ancora caricata) (citato in BLCW) Immagine in Blasone Cesenate. |
|        | Zabeo (Padova, Vienna, Castello di Faal in Jugoslavia) d'azzurro alla lupa coricata sulla pianura erbosa; questa carica di una spada posta in fascia, il tutto al naturale; col capo d'argento carico d'una croce di rosso scorciata (citato in SPRE pag. 983) lupa sdraiata (accovacciata) al naturale su azzurro - spada posta in fascia punta a sinistra sulla campagna di verde - croce scorciata di rosso su argento in capo (citato in LEOM) |
|        | Zaborra (Padova) partito d'argento e d'oro alla campagna di verde sostenente un leone illeopardito, sormontato da tre stelle di sei raggi male ordinate; il tutto dell'uno all'altro (citato in SPRE pag. 983) leone passante partito di oro e di argento su partito di argento e di oro su terrazzo di verde uscente dalla punta - 3 stelle (6 raggi) poste 1,2 le 3 partite di oro e di argento su partito di argento e di oro (citato in LEOM)  |

### Zac
| Stemma | Casato e blasonatura |
| ------ | --- |
|        | Zaccagnini (Prato, Firenze) D'oro, al grugno di cinghiale di nero alias D'oro, al grugno di cinghiale di nero, con il capo d'Angiò (citato in ASFI) |
|        | Zaccagnini (Cortona) Di rosso, a cinque palle d'oro, 3.2 (citato in ASFI) |
|        | Zaccaria (Milano, Bordolano) di rosso al fiordaliso d'oro (Decreto 19 settembre 1772 - Cod. Araldico, pag. 88) (citato in SPRE pag. 984) giglio di oro su rosso (citato in LEOM) |
|        | Zaccaria (Cremona) di rosso al giglio d'oro (citato in BLCR) Immagine in Blasonario Cremonese (archiviato dall'url originale il 7 aprile 2014). |
|        | Zaccaria (Milano, Bordolano) giglio di oro fiorito su rosso - fascia di argento su rosso accompagnata da 3 rose di argento poste 2,1 - 2 braccia armate poste in scaglione rovesciato con le mani di carnagione unite in fede su azzurro - 2 stelle (6 raggi) di oro poste in palo su azzurro - 2 aquile di nero coronate di oro su argento affrontate alla tedesca (citato in LEOM) |
|        | Zaccaria (Zagabria (Croazia)) inquartato: nel 1º d'argento al semivolo sinistro di nero; nel 2º d'oro al semivolo destro pure di nero; nel 3º d'azzurro al leone di oro, lampassato di rosso; nel 4º scaccato di argento e di nero di sedici pezzi (citato in SPRE pag. 985) ala sinistra di nero su argento - ala destra di nero su oro - leone rampante di oro su azzurro - scaccato di argento e di nero (16 pezzi) (citato in LEOM) |
|        | Zaccaria Poma (Genova) Titolo: signori di Focea; re e despoti dell'Asia Minore Inquartato di rosso e d'argento (Decreto 28 novembre 2005 - presidente tribunale ordinario Ragusa, registro sentenze civili n. 727/05) Riferimenti: P.Guelfi Camaiani, Dizionario Araldico, Ulrico Hoepli Editore, Milano 1940. G.B.Di Crollalanza nel suo Dizionario Storico-Blasonico delle Famiglie Nobili e Notabili Italiane Estinte e Fiorenti. Enciclopedia Storico-Nobiliare Italiana, Vittorio Spreti, Editrice Soc.An.Stirpe, Milano 1935. |
|        | Zacchei Travaglini (Spoleto) partito: nel 1º troncato: a) di azzurro al corvo di nero fermo sulla troncatura e rivolto (Corvi); b) di rosso a tre rose d'argento poste 2 e 1 (Zacchei); nel 2º troncato: a) d'azzurro a tre gigli d'oro male ordinati; b) mareggiato d'azzurro e d'argento al pesce dello stesso, nuotante in fascia (Travaglini) (citato in SPRE pag. 985) corvo (uccello) fermo sulla troncatura rivolto di nero su azzurro - 3 rose di argento poste 2,1 su rosso - mareggiato di argento e di azzurro dove nuota un pesce di argento posto in fascia la coda a destra su azzurro - 3 gigli di oro posti 1,2 sull'azzurro in alto (citato in LEOM) Cimiero: un'arpia di carnagione tenente con la bocca un breve col Motto: Solo in Deo |
|        | Zaccheo (Cannobio) Nobili-Conti in Cannobio, Brissago, Colmegna, Intra, Arona, Ameno, Miasino e in Milano (FR) De gueules, à une cotte de mailles d'argent (citato in RIET) |
|        | Zacchia inquartato: a) d'azzurro all'agnello passante d'argento con la testa rivolta, imboccante una croce di rosso; b) di rosso a due leoni d'oro rampanti alla palma di verde; c) d'oro a sei rose rosse bottonate del campo, poste 3, 2, 1; d) d'argento a tre palle d'azzurro 2, 1 (citato in SPRE pag. 986) |
|        | Zacchia (Cesena) (la blasonatura non è stata ancora caricata) (citato in BLCW) Immagine in Blasone Cesenate. |
|        | Zacchia Rondinini (Bologna) partito: nel 1º inquartato: a) d'azzurro all'agnello passante d'argento con la testa rivolta, imboccante una croce di rosso; b) di rosso a due leoni d'oro rampanti alla palma di verde; c) d'oro a sei rose rosse bottonate del campo, poste 3, 2, 1; d) d'argento a tre palle d'azzurro 2, 1 (Zacchia); nel 2º di azzurro alla sbarra d'argento caricata di tre rondini al naturale e accompagnata da due crivelli d'oro, uno in capo e uno in punta (Rondinini) (citato in SPRE pag. 986) agnello pasquale di argento su azzurro - 2 leoni controrampanti di oro reggenti con le zampe anteriori una foglia di palma di verde su rosso - 6 rose di rosso bottonate di oro poste in piramide rovesciata (3,2,1) su oro - 3 palle di azzurro poste 2,1 su argento - 3 rondini al naturale su sbarra di argento su azzurro accompagnate da - 2 crivelli (setacci) di oro posti in palo (citato in LEOM) |
|        | Zacco (Padova) inquartato con le figure affrontate: nel 1º e 4º d'oro all'aquila di nero, linguata di rosso membrata e coronata del campo; nel 2º e 3º di azzurro al braccio armato tenente una spada in sbarra, la punta della lama sanguinante, il tutto al naturale. Sul tutto scaccato di argento e d'azzurro, carico delle sigle L. I. di nero (alias scaccato di oro e d'azzurro (arma antica)) (citato in SPRE pag. 987) sigla L.I. in lettere maiuscole di nero su scudetto scaccato di argento e di azzurro su - 2 aquile di nero coronate di oro affrontate alla tedesca su oro - 2 braccia armate destra e sinistra uscenti dai lati opposti dello scudo affrontate reggenti ciascuno una spada una posta in sbarra e una in banda di argento insanguinata di rosso su azzurro (citato in LEOM) Cimiero: una figura con tre facce, coronata e col vestito scaccato d'argento e di azzurro                                |
|        | Zacco (Padova) scaccato di argento e d'azzurro (citato in SPRE pag. 987) scaccato di argento e di azzurro (citato in LEOM) |
|        | Zacco (Padova) scaccato di oro e di azzurro (citato in LEOM) |
|        | Zacco (Sicilia) Titolo: barone della Pirrera inquartato: nel primo e quarto scaccheggiato d'oro e d'azzurro di sei file nel secondo e terzo fasciato di rosso e d'oro di sei pezzi (citato in Mango) alias inquartato: nel l°e 4° scaccheggiato d'oro e d'azzurro di 8 file; nel 2° e 3° fasciato d'oro e di rosso di 6 pezzi (citato in NBSC) Corona di barone (Cenno storico in Famiglie nobili di Sicilia (archiviato dall'url originale il 3 marzo 2016).) |
|        | Zaccone (Catanzaro) D'azzurro a due fasce d'oro accompagnate da tre rose di rosso 2 in capo e 1 in punta (citato in BLCL) |

### Zae
| Stemma | Casato e blasonatura |
| ------ | --- |
|        | Zaepffel (Firenze) D'azzurro, allo scaglione spezzato di ermellino sormontato da una crocetta posta in mezzo a due pine e accompagnato in punta da un monte di tre cime, cimato da una terza pina; il tutto d'oro e abbassato sotto il capo d'argento, seminato di plinti di rosso alias Inquartato: nel 1° e 4° d'azzurro, allo scaglione spezzato di ermellino sormontato da una crocetta posta in mezzo a due pine e accompagnato in punta da un monte di tre cime, cimato da una terza pina; il tutto d'oro e abbassato sotto il capo d'argento, seminato di plinti di rosso; nel 2° e 3° di nero, alla fascia d'argento caricata di tre pomi di rosso, fogliati di un pezzo di verde (citato in ASFI) |

### Zaf
| Stemma | Casato e blasonatura |
| ------ | --- |
|        | Zafarana (Messina) d'azzurro, alla mezza luna montante d'argento, sormontata da una stella d'oro (citato in Mango e in NBSC) alias d'oro, al zafferano di verde, accostato da due rose di rosso (citato in Mango) Motto: Tu spes relictis unica rebus (Cenno storico in Famiglie nobili di Sicilia (archiviato dall'url originale il 5 marzo 2016).) |
|        | Zaffarone (Torino) Titolo: consignori di Ceva, Torricella Inquartato, al 1° e al 4° d'azzurro, all'aquila d'argento, accompagnata da tre gigli, d'oro; al 2° e 3°, troncato d'azzurro e d'argento al grifone troncato d'oro e di rosso Motto: Suum cuique Deus (citato in SUBL) |
|        | Zaffi (Firenze) D'oro, al grugno di porco di nero e alla bordura spinata dello stesso (citato in ASFI) |
|        | Zaffiri (Spoleto) Titolo: Gran Principe e Granduca Ecclesiastico Imperiale; Principe Reale di Moldavia; Principe Reale dei Paleologo; Principe Reale Bizantino; Principe di Bayeux, ...etc; Principe Cristiano, Principe Crociato; Principe di Santa Sophia; Gran Principe Ortodosso; Gran Principe Patrizio Ortodosso di Sant'Atanasio di Alessandria e di San Metodio; etc... D'azzurro, alla penna d'oca poggiante su una pergamena srotolata al naturale, con il capo d'oro dell'Impero; timbrata di corona principesca. (citato in Grande Armoriale Italiano, edizione ottobre 2013 a pag. 800, [nello specifico: dalla lettera " R " alla lettera " Z ", a pag. 163] edito dal Consiglio Araldico dell'Istituto Marchese Spreti.) |

### Zag
| Stemma | Casato e blasonatura |
| ------ | --- |
|        | Zagri (Firenze) D'azzurro, al castello di tre ripiani d'argento, con la torre accostata da due lettere maiuscole K e S d'oro (citato in ASFI) |

### Zal
| Stemma | Casato e blasonatura |
| ------ | --- |
|        | Zalarda (Verona) 4 fasce controinnestate di argento su nero (citato in LEOM) |
|        | Zallinger (Bolzano) inquartato: nel 1º e 4º di nero al leone d'oro, linguato di rosso, con la coda biforcata, quello del primo punto rivoltato; nel 2º e 3º d'oro allo scaglione accompagnato da tre gigli, due in capo e uno in punta, il tutto di nero (citato in SPRE pag. 988) 2 leoni rampanti coda bifida di oro affrontati alla tedesca (nel 1° e 4° quarto) su nero - scaglione accompagnato da 3 gigli posti 2,1 tutto di nero su oro (citato in LEOM) Cimiero: il leone dello scudo nascente, fra due corna da torneo, troncato d'oro e di nero, sormontato da un giglio dello scudo |

### Zam
| Stemma | Casato e blasonatura |
| ------ | --- |
|        | Zamagna (Ronchi dei Legionari, Trieste) di rosso a due bande d'argento (citato in SPRE pag. 988) 2 bande di argento su rosso (citato in LEOM) |
|        | Zamaretti (Lavino) tripartito alla fascia d'argento, nel 1º a tre gigli di rosso in campo d'oro; nel 2º di rosso e nel 3º d'azzurro, caricati da un giglio di rosso (citato in Template:Cita Piovanelli) |
|        | Zamaretti (Lavino) tripartito d'oro, nel 1º alla testa di leone posta di profilo e d'azzurro; nel 2º e nel 3º a due scimitarre d'argento incrociate (citato in Template:Cita Piovanelli) |
|        | Zamarini (Cesena) (la blasonatura non è stata ancora caricata) (citato in BLCW) Immagine in Blasone Cesenate. |
|        | Zambaldi (Oderzo, Lucca, Pisa, Milano) d'argento alla fascia d'azzurro accompagnata in capo da un'aquila al naturale tenente con l'artiglio destro una corona all'antica e con il sinistro una spada al naturale posta in sbarra, ed in punta da tre tulipani pure al naturale, gambuti e fogliati di verde, impugnati e uscenti dalla punta dello scudo (citato in SPRE pag. 989) fascia di azzurro su argento - aquila al naturale tenente negli artigli col destro una corona di oro e col sinistro una spada al naturale posta in sbarra in alto su argento - in basso 3 fiori tulipani incrociati a ventaglio al naturale (citato in LEOM) |
|        | Zambeccari (Bologna) partito: nel 1º d'oro, alla mezz'aquila bicipite di nero, diademata e coronata del campo; nel 2º di (?), alla banda di (?), accostata da due stambecchi correnti al naturale, al capo d'Angiò (citato in DOLF – pag. 719) |
|        | Zambeccari (Pontremoli) D'azzurro, alla banda diminuita d'oro, accostata da due capri correnti dello stesso; al capo del campo, sostenuto da una divisa d'oro e caricato di tre gigli dello stesso (citato in ASFI) |
|        | Zambeccari (Roma) (la blasonatura non è stata ancora caricata) (Immagine nell' Archivio Storico Capitolino (PDF) (archiviato dall'url originale il 4 marzo 2016).) |
|        | Zambelli d'azzurro alla fascia di rosso, accompagnata in capo da un busto d'uomo posto in maestà, di carnagione, vestito di rosso, nascente dalla fascia, tenente con le mani alte due gigli d'argento, in punta da un giglio dello stesso (citato in SPRE – Vol. III pag. 209) |
|        | Zambelli (Brescia) 3 gigli di oro su fascia di rosso su troncato di oro e di azzurro - aquila di nero coronata di oro su oro - cane passante di oro su azzurro (citato in LEOM) |
|        | Zambelli (Brescia) leone rampante di oro tenente una foglia di palma di verde tra le anteriori su azzurro - 3 stelle (8 raggi) di oro poste in fascia in alto su azzurro (citato in LEOM) |
|        | Zambelli (Lonato) dimidiato con fascia arcuata caratterizzata da tre anelli sormontati da tre gigli (citato in Template:Cita Piovanelli) |
|        | Zambelli (Cesena) (la blasonatura non è stata ancora caricata) (citato in BLCW) Immagine in Blasone Cesenate. |
|        | Zambiasi (Taio di Trento) troncato: sopra d'azzurro a tre stelle di sei raggi d'oro male ordinate; sotto d'argento alla quercia al naturale, colla capitozza scorciata dalla linea di troncatura, sostenuta da due cani levrieri al naturale, collarinati d'oro, ritti e affrontati (citato in SPRE pag. 989) 3 stelle (6 raggi) di oro poste 1,2 sull'azzurro del - troncato di azzurro e di argento - albero di quercia sradicato affiancato da - 2 cani levrieri controrampanti tutto al naturale sull'argento - la chioma della quercia è nascosta dalla troncatura superiore (citato in LEOM) Cimiero: la quercia al naturale, nascente e fruttata |
|        | Zamboni (Cesena) (la blasonatura non è stata ancora caricata) (citato in BLCW) Immagine in Blasone Cesenate. |
|        | Zamboni Montanari (Verona) partito: nel 1º d'azzurro all'ancora di argento di tre uncini (Zamboni); nel 2º partito di oro alla mezz'aquila bicipite di nero, coronata del campo, movente dalla partizione, e bandato innestato di nero e d'oro di quattordici pezzi (citato in SPRE pag. 990) |
|        | Zamboni Montanari (Verona) ancora di argento a 3 marre posta in palo su azzurro - mezza aquila bicipite di nero coronata di oro uscente dalla prima ripartizione di oro - bandato doppiomerlato di nero e di oro (14 pezzi) (citato in LEOM) |
|        | Zambotti (Bologna) rospo (ciambotto in bolognese) visto di dorso di verde su azzurro accompagnato da - 4 stelle (5 raggi) di oro poste 1,2,1 (citato in LEOM) |
|        | Zambra e Zambra di Roccamorice (Napoli) Titolo: nobili inquartato e fiancheggiato in arco col capo e la punta ritondati di oro: nel 1º e 4º di rosso ad un giglio d'oro; nel 2º d'oro a un braccio vestito di verde con la mano di carnagione tenente una borsa; nel 3º di nero al leone d'oro (citato in SPRE pag. 990 e in PRTS) inquartato : 1° e 4° giglio di oro su rosso - 2° quarto braccio destro uscente dal fianco destro vestito di verde afferrante con la mano di carnagione una borsa chiusa al naturale su oro - leone rampante di oro su nero nel 3° quarto - il tutto fiancheggiato convesso in capo e in punta di oro (citato in LEOM) |
|        | Zambrini (Cesena) (la blasonatura non è stata ancora caricata) (citato in BLCW) Immagine in Blasone Cesenate. |
|        | Zambrotta o Zambrotti o Zamprotta (Casalbuono, Montesano s.M., Sanza; Caserta (Santa Barbara, Tuoro, San Clemente, Casolla, Mezzano); Lagonegro, San Pietro al Tànagro, Napoli) Titolo: nobili d'argento, al pino naturale sostenuto da due levrieri di rosso controrampanti, collarinati d'oro; al capo d'impero d'oro, caricato dell'aquila nera lampassata di rosso e coronata d'oro Motto: Nobis ardua (citato in PRTS) |
|        | Zametti o Zametto (Piemonte, Francia) D'azzurro, al leone d'oro, con il capo del primo, sostenuto del secondo, e carico di un giglio dello stesso (citato in SUBL) |
|        | Zampaglione (Napoli, Roma, Calitri) Titolo: nobili partito: nel 1º di rosso alla banda cucita d'azzurro, accompagnata sopra da una branca di leone nascente dalla partizione, tenente un giglio, sotto da un giglio, il tutto d'oro, nel 2º d'azzurro alla fascia di rosso cucita, accompagnata sopra da tre stelle (6) di oro poste in fascia, e sotto da un quarto di sole del medesimo, raggiante, uscente dall'angolo destro superiore del quarto (citato in SPRE pag. 991) partito nel 1° di rosso alla banda d'azzurro, sopra una branca di leone uscente dalla partizione , tenente un giglio e un giglio sotto d'oro, nel 2° d'azzurro alla fascia di rosso cucita tre stelle sopra in fascia e sotto un solo raggiante nell'angolo destro il tutto d'oro (citato in PRTS) partito, nel 1° di rosso alla banda cucita d'azzurro, accompagnata sopra da una branca di leone uscente dalla partizione, tenente un giglio, e sotto da un giglio, il tutto d'oro; nel 2° d'azzurro alla fascia cucita di rosso, accompagnata sopra da tre stelle a sei raggi d'oro poste in fascia, sotto da un quarto di sole del medesimo, raggiante, uscente dall'angolo destro superiore (citato in NBNA) Notizie storiche in Nobili napoletani. |
|        | Zampaglione (Napoli, Roma) banda di azzurro su rosso accompagnata in alto a destra da - una zampa di leone uscente dalla partizione e afferrante un giglio tutto di oro e da un giglio dello stesso in basso a sinistra - fascia di rosso su azzurro accompagnata in alto da - 3 stelle (6 raggi) di oro poste in fascia e in basso da - sole raggiante di oro uscente dal canton sinistro in alto (citato in LEOM) |
|        | Zampalochi (Firenze) Troncato: nel 1° d'oro, al leone d'azzurro, lampassato di rosso, nascente dalla troncatura; nel 2° d'azzurro, a tre zampe d'oca d'oro, poste in palo volte in alto, 2.1 (citato in ASFI) |
|        | Zampella (Province di Salerno e Potenza) Estratto dall'Archivio Araldico Cimino, pagina 19353. |
|        | Zampi (Orvieto) troncato: nel 1º di verde al leone illeopardito, al naturale, sormontato da una stella di sei raggi d'oro e addestrato da un monte di tre cime sostenente un gallo bianco, crestato e barbato di rosso, ardito, il tutto al naturale; nel 2º d'azzurro alla torre al naturale fondata nella punta dello scudo (citato in SPRE pag. 991) monte a 3 cime di argento uscente dalla partizione cimato da un gallo dello stesso e accompagnato a destra da un - leone passante al naturale sormontato da - stella (6 raggi) di oro tutto sul verde del - troncato di verde e di azzurro - torre merlata alla guelfa al naturale uscente dalla punta sull'azzurro (citato in LEOM) |
|        | Zampieri (Imola) d'oro al braccio destro, vestito di rosso, movente dal lato destro, tenente con la mano di carnagione un bastoncello di legno al naturale, curvato all'ingiù, terminante in lancia ed appuntato all'angolo posteriore destro di una tavola quadrata di quattro gambe, coperta con un tappeto verde e posta verso sinistra sul terreno dello stesso; col capo d'azzurro carico di tre gigli d'oro, posti in fascia (citato in SPRE pag. 992) braccio destro uscente da sinistra vestito di rosso tenente con la mano di carnagione un bastoncello curvato e provvisto di una punta di freccia al naturale appuntata su un tavolo posto a destra ricoperto da una tovaglia di verde posante su terrazzo dello stesso uscente dalla punta tutto su oro - capo di Francia (citato in LEOM) |
|        | Zampini (Firenze) Partito: nel 1° di rosso, all'aquila dal volo abbassato d'argento uscente dalla partizione; nel 2° pure di rosso, cancellato d'argento, ricrocettato ai nodi (citato in ASFI) |
|        | Zampini (Toscana) (DE) In Silber 1 schräggelegte abgerissene rote Löwenpranke (citato in KHIF) |
|        | Zampiroli o Zamperoli (la blasonatura non è stata ancora caricata) (citato in DAlena) |
|        | Zampirri o Zampini (Molise) (la blasonatura non è stata ancora caricata) (citato in DAlena) |

### Zan
| Stemma | Casato e blasonatura |
| ------ | --- |
|        | Zanaglio (Presegno di Lavenone) troncato nel 1º a un pino terrazzato e al cervo corrente; nel 2º bandato a quattro pezzi (citato in Template:Cita Piovanelli) |
|        | Zanardi troncato: sopra d'oro, all'aquila coronata di nero, linguata di rosso; sotto d'argento, alla banda di azzurro (citato in SPRE pag. 993) |
|        | Zanardi Landi (Piacenza) inquartato: nel 1º e 4º troncato: sopra d'oro, all'aquila coronata di nero, linguata di rosso; sotto d'argento, alla banda di azzurro (Zanardi); nel 2º e 3º d'oro, a tre fasce di nero a spina di pesce (Landi). Sul tutto d'oro al giglio d'azzurro (citato in SPRE pag. 993) giglio di azzurro su scudetto di oro su - troncato di oro e di argento - l'oro caricato di una aquila coronata di nero -l'argento di una banda di azzurro - 3 fasce increspate di nero su oro (citato in LEOM) Cimiero: un cavallo marino nascente Motto: In veri et boni cognitione vera voluptas |
|        | Zanasi (Venezia) 3 fasce ondate di oro su azzurro - 2 lune rivolte di nero un sull'altra formando una probabile lettera "epsilon" greca su argento (citato in LEOM) |
|        | Zanasi o Ginnasi (Cremona) spaccato; nel primo d'azzurro, a tre gigli d'oro ordinati in fascia; nel secondo d'oro, al braccio vestito di rosso, movente dal fianco sinistro, tenente con la mano di carnagione un compasso aperto al naturale in capriolo rovesciato; con la fascia di rosso, attraversante sulla partizione (citato in BLCR) Immagine in Blasonario Cremonese (archiviato dall'url originale il 7 aprile 2014). |
|        | Zanasio d'oro, al destrocherio di carnagione, vestito di rosso, uscente dal fianco sinistro dello scudo e tenente un paio di forbici d'argento; al capo d'azzurro, caricato da tre gigli d'oro, sostenuto da una burella d'argento (citato in AMDC) |
|        | Zanchetta (Bassano del Grappa) Partito: nel 1º d'argento a un albero terrazzato di verde, movente dalla partizione, accompagnato in capo da una stella di sei raggi di rosso, e in punta da una colomba d'argento, posta sopra la terrazza; nel 2° d'azzurro a un castello d'argento, cinto da una muraglia dello stesso, cimato da tre bandiere di rosso, accompagnato in punta da una colomba d'argento, il tutto sostenuto da una terrazza verde (citato in GROG, pag. 342) alias D'azzurro al braccio destro vestito di rosso, movente dal lato destro dello scudo, tenente con la mano di carnagione una spada d'argento, ed accompagnata ai fianchi da due gigli d'argento (citato in BVEN, tav. CDXL) alias D'azzurro al braccio destro vestito di rosso, movente dal lato destro dello scudo, tenente con la mano di carnagione una spada d'argento appuntata al braccio di una bilancia dello stesso con due piatti d'oro, ed accompagnata ai fianchi da due gigli d'argento (citato in SPRE, pag. 994 e in GROG, pag. 342) Braccio destro uscente da sinistra vestito di rosso afferrante con la mano di carnagione una spada di argento posta in palo appuntata in bilico ad una bilancia di oro i 2 piatti affiancati da - 2 gigli di argento tutto su azzurro (citato in LEOM) |
|        | Zanchetti (Bologna) leone rampante di oro tenente in destra foglia di palma di verde su monte a 3 cime di verde uscente dalla punta su azzurro - 3 stelle (6 raggi) di oro poste 1,2 su azzurro - capo d'Angiò (citato in LEOM) |
|        | Zanchi (Bergamo) d'azzurro alla torre di due palchi, merlata alla ghibellina, accostata da due mezzelune affrontate, il tutto d'argento, la torre fondata nella campagna di verde (citato in SPRE - pag. 994) castello a una torre merlata alla ghibellina di argento su terrazzo di verde uscente dalla punta aperto e finestrato del campo su azzurro - 2 lune figurate e affrontate di argento ai lati della torre su azzurro (citato in LEOM) alias d'azzurro, alla torre d'argento, merlata di tre pezzi alla ghibellina, banderuolata dello stesso, murata, aperta e finestrata di rosso, fiancheggiata da due crescenti rivolti d'argento, e terrazzata di verde (citato in MONT - pag. 112) |
|        | Zanchi (Bergamo) castello a una torre merlato alla ghibellina di argento aperto e finestrato di nero su azzurro - 2 lettere C maiuscole di argento la destra rivolta affiancate al castello (citato in LEOM) |
|        | Zanchi de' Locatelli (Bergamo) d'azzurro alla torre di due palchi accostata da due C, il tutto d'argento; la torre aperta e finestrata di nero (citato in SPRE - pag. 995) |
|        | Zanchi de' Locatelli (Bergamo) inquartato: nel 1º d'oro all'aquila di nero, coronata del campo; nel 2º di azzurro alla civetta al naturale e ferma, con la testa di fronte; nel 3º d'azzurro alla torre di due palchi, merlata alla guelfa, aperta del campo, murata di nero, e accostata da due mezzelune, quella di destra rivoltata, il tutto d'argento; nel 4º di rosso a tre monti di verde, moventi dalla punta, con due artigli d'aquila, d'oro, nascenti dai lati dello scudo e del monte, quello di destra rivolto (citato in SPRE - pag. 995) aquila di nero coronata di oro su oro - civetta al naturale ferma posta di tre quarti su azzurro - castello a una torre di argento merlato alla guelfa aperto e finestrato del campo su azzurro - 2 lune figurate affrontate di argento affiancate alla torre - monte a 3 cime di verde uscente dalla punta - 2 artigli di aquila nascenti dai monti e dai fianchi di oro tutto su rosso (gli artigli sembrano zampe di leone?) (citato in LEOM) |
|        | Zanchini (Firenze) Di..., alla branca di leone di..., posta in banda, e alla sbarra attraversante di... (citato in ASFI) |
|        | Zanchini (Toscana) D'argento, a quattro catene d'azzurro moventi dai quattro angoli dello scudo e riunite in cuore per un anello d'oro alias (DE) In Silber 4 anstoßende blaue Ketten, schragenweise gelegt und durch 1 goldenen Ring verbunden (citato in KHIF) |
|        | Zanchini da Castiglionchio (Firenze) D'argento, a quattro catene d'azzurro moventi dai quattro angoli dello scudo e riunite in cuore per un anello dello stesso alias D'argento, a quattro catene d'azzurro moventi dai quattro angoli dello scudo e riunite in cuore per un anello dello stesso, e allo scudetto rotondo del Popolo fiorentino posto nel punto del capo (citato in ASFI) |
|        | Zane troncato d'azzurro e d'argento, al lupo rapace dall'uno all'altro (citato in AMDC ) |
|        | Zanelli d'azzurro a tre lance al naturale poste in palo, bandierinate di rosso, uscenti da una campagna di verde, col capo d'azzurro carico di tre stelle d'oro di sei raggi e sostenuto da una fascia di nero (citato in SPRE - pag. 996) |
|        | Zanelli o Zanetti (Mantova) Titolo: marchesi di Castelnuovo Belbo Di rosso, al palo d'azzurro, cucito, carico di tre stelle d'oro, accostate a destra da un monticello, di verde, cucito, sostenente un giglio d'argento, sormontato da due altri gigli dello stesso, ordinati in palo; a sinistra, da un'aquila, sormontata da una Z e accompagnata in punta da una L, il tutto d'oro alias Inquartato, al 1° d'argento, all'aquila di nero, nel 2° di rosso, all'aquila di nero, (cucita), al 3° d'azzurro, alla testa di moro (al naturale), bendata d'argento, al 4° trinciato dentato d'argento e di nero, alla croce patente d'argento sull'inquadratura, carica in cuore di uno scudetto, d'argento alla croce di rosso, accantonata nel cantone destro del capo da un busto di donna, vestito di rosso alias Troncato, d'oro, a tre stelle di nero, male ordinate, e d'argento, a due sbarre di nero (citato in SUBL) |
|        | Zanelli (Cesena) (la blasonatura non è stata ancora caricata) (citato in BLCW) Immagine in Blasone Cesenate. |
|        | Zanelli Quarantini (Faenza) inquartato: nel 1º e 4º d'azzurro a tre lance al naturale poste in palo, bandierinate di rosso, uscenti da una campagna di verde, col capo d'azzurro carico di tre stelle d'oro di sei raggi e sostenuto da u na fascia di nero (Zanelli); nel 2º e 3º partito d'azzurro e di rosso a tre mazze al naturale, decussate, attraversanti sulla partizione (Quarantini) (citato in SPRE - pag. 996) 3 lance al naturale conficcate in palo nel terrazzo di verde uscente dalle partizioni banderuolate a destra di rosso su azzurro - 3 stelle (6 raggi) di oro poste in fascia su azzurro in capo - trangla di nero (nel 1° e 4° quarto) - 3 mazze incrociate a ventaglio al naturale su partito di azzurro e di rosso (citato in LEOM) |
|        | Zanetti (Volterra) D'oro, al filetto in fascia di rosso accompagnato superiormente da un'aquila dal volo spiegato di nero, coronata del campo, posata sul filetto stesso e afferrante due ancore al naturale con i bracci in alto, e inferiormente da un leone al naturale, nascente dalla campagna di... e accostato a destra da un sole d'oro e a sinistra da un crescente figurato e rivolto d'argento (citato in ASFI) |
|        | Zanetti o Zanetto (Lumezzane, Gardone Val Trompia) di rosso a tre zanette o lance d'argento poste in palo e allineate (citato in Template:Cita Piovanelli) |
|        | Zanetti o Zanetto (Lumezzane, Gardone Val Trompia) bandato a nove fasce d'oro, verde, oro, rosso, oro, verde, oro, verde, rosso col capo dell'impero (citato in Template:Cita Piovanelli) |
|        | Zangari (Rimini, Ravenna) d'azzurro alla banda di rosso caricata di una stella d'argento di sei raggi (citato in SPRE pag. 679) stella (6 raggi) di argento su banda di rosso su azzurro (citato in LEOM) |
|        | Zangheri (Firenze) Troncato: nel 1° d'argento, al monte di sei cime di verde; nel 2° fasciato ondato di rosso e d'argento (citato in ASFI) |
|        | Zangheri (Cesena) (la blasonatura non è stata ancora caricata) (citato in BLCW) Immagine in Blasone Cesenate. |
|        | Zangrandi (Pontremoli) d'azzurro al castello d'argento murato di nero, turrito di due pezzi e fondato sulla campagna di rosso; il castello sostenente tra le due torri un leone d'oro (citato in SPRE - pag. 999) D'azzurro, al castello turrito di due pezzi d'argento, fondato sulla campagna di rosso e sostenente fra le due torri un leone d'oro (citato in ASFI) castello di argento murato di nero torricellato di 2 pezzi posto su - campagna di rosso su azzurro - leone rampante di oro posto sul castello tra le 2 torri su azzurro (citato in LEOM) |
|        | Zani (Bologna) troncato d'argento e di nero, al leone dell'uno all'altro; al capo d'Angiò (citato in DOLF – pag. 734) |
|        | Zani (Firenze) Di..., al castello turrito di un pezzo di..., sostenente due leoni affrontati di..., accostanti la torre (citato in ASFI) |
|        | Zani (Cesena) (la blasonatura non è stata ancora caricata) (citato in BLCW) Immagine in Blasone Cesenate. |
|        | Zaniboni (Cremona) d'azzurro, alla croce del Calvario piantata sul mediano di tre piccoli colli di verde, moventi dalla punta, ed accompagnata da tre stelle d'argento, 1 e 2, nel capo; il tutto sotto un capo di rosso, caricato di un'aquila d'oro (citato in BLCR) Immagine in Blasonario Cremonese (archiviato dall'url originale il 7 aprile 2014). |
|        | Zanni (Rimini, Verona) albero di palma sradicato al naturale su azzurro accostato da - 2 leoni controrampanti di oro - 2 stelle (6 raggi) di oro in alto su azzurro (citato in LEOM) |
|        | Zannini (Veroli) semipartito e troncato: nel 1º ripartito di rosso e d'argento, al braccio destro armato al naturale, movente dalla partizione ed attraversante; nel 2º di azzurro, al monte di tre colli (2, 1) d'argento, uscente dalla troncatura, sormontato da tre stelle di sei raggi d'oro, 2, 1; nel 3º d'azzurro, al pino, al naturale, nodrito nel terreno dello stesso e sostenuto a destra da un leone rivolto, d'oro (citato in SPRE - pag. 999) braccio destro armato uscente dalla partizione al naturale su ripartito di rosso e di argento - monte a 3 cime di argento uscente dalla partizione sormontato da 3 stelle (6 raggi) poste 2,1 di oro tutto su azzurro - albero di pino al naturale su terrazzo di verde uscente dalla punta accompagnato a sinistra da - leone rampante rivolto di oro tutto su azzurro (citato in LEOM) |
|        | Zannini (Firenze) (la blasonatura non è stata ancora caricata) (citato in DAlena) |
|        | Zannini (San Daniele) partito semitroncato: nel 1° d'azzurro, alla stelle di otto raggi d'argento; nel 2° di rosso, alla spada d'argento; nel 3° d'argento, a due grifoni controrampanti ad un olmo, il tutto al naturale (citato in DAlena) |
|        | Zannini (Veroli) Titolo: Nobili di Veroli (la blasonatura non è stata ancora caricata) (citato in DAlena) |
|        | Zannolini (Cesena) (la blasonatura non è stata ancora caricata) (citato in BLCW) Immagine in Blasone Cesenate. |
|        | Zanobini (Firenze) Di..., alla banda di..., e al lupo rapace attraversante di..., tenente con le zampe anteriori un albero sradicato di... (citato in ASFI) |
|        | Zanoletti (Cremona) (la blasonatura non è stata ancora caricata) (Immagine nella Raccolta stemmi Topoguz.) |
|        | Zanoli (Cesena) (la blasonatura non è stata ancora caricata) (citato in BLCW) Immagine in Blasone Cesenate. |
|        | Zanotti (Casale Monferrato, Como, Settimo Torinese) d'azzurro, alla fascia d'argento carica di tre stelle del campo, accompagnata da tre stelle d'oro; col capo d'oro, carico d'un'aquila coronata, di nero (citato in SPRE - pag. 999) 3 stelle (5 raggi) di azzurro su fascia di argento accompagnata da - 3 stelle (5 raggi) di oro poste 2,1 tutto su azzurro - aquila coronata di nero su oro in capo (citato in LEOM) |
|        | Zanotti d'azzurro, allo scaglione d'oro, accompagnato da tre bisanti dello stesso, abbassato sotto una riga di rosso, sostenente tre pipistrelli di nero, uscenti dalla stessa, sormontati da tre gigli d'oro, ordinati nel capo (citato in MONT - pag. 106) |
|        | Zanotti o Gianotti(Bologna) Inquartato d'oro e d'azzurro al leone rampante tenente un pino al naturale dell'uno nell'altro, col capo d'oro carico di un'aquila nera (citato in BLBO - pag. 102) |
|        | Zanotti(Bologna) D'azzurro, alla fascia cucita di rosso, accompagnata in capo da tre gigli d'oro posti fra i quattro pendenti di un lambello di rosso ed in punta da due semivoli addossati d'argento, sormontati da una stella d'oro alias D'argento all'albero d'alloro al naturale, movente da una terrazza di verde, sostenuto da due leoni controrampanti d'oro, accompagnato in capo da tre gigli d'oro posti fra i quattro pendenti di un lambello di rosso (citato in BLBO - pag. 196) e in (18) – pag. 304-309) |
|        | Zanotti o Gianotti o Zanotto o Zanoto d'azzurro, al colombo al naturale sulla campagna di verde (citato in (13) - pag. 201) e in (14) – Tav.7) |
|        | Zanotti (Casale) Titolo: conti di Valmacca D'azzurro, alla fascia d'argento, carica di tre stelle del campo, accompagnate da tre stelle d'oro; con il capo d'oro, carico di un'aquila coronata, di nero (citato in SUBL) |
|        | Zanotti (Cesena) (la blasonatura non è stata ancora caricata) (citato in BLCW) Immagine in Blasone Cesenate. |
|        | Zanotti (Cesena) (la blasonatura non è stata ancora caricata) (citato in BLCW) Immagine in Blasone Cesenate. |
| alias  | Zanotto (arma antica)(Veneto) troncato di verde e di rosso, al leone dell'uno nell'altro (citato in LAVE - pag. 379) alias Trinciato di verde e di rosso, al leone dell'uno nell'altro, alla cotissa d'oro, attraversante sul tutto (citato in (10)alla voce Zanotto) |
|        | Zanotto (Veneto, Friuli, Talmassons) Titoli: Nobile e Cavaliere di Dulcigno, Conte(mf) Trinciato di verde e di rosso, al leone dell'uno nell'altro, alla cotissa d'oro, attraversante sul tutto, caricata di tre gigli, posti in banda, di rosso Decreto 14 aprile 1562( Repubblica di Venezia) Decreto napoleonico 19 febbraio 1809 Documenti conservati presso l'archivio del CESA Cimiero: un angelo al naturale che dona tre fiori di giglio rosso Cercine e Svolazzi: di verde, di rosso e d'oro Motto: Semper Leo (citato in GHVE - pag. 97 sgg- e in (11)- pag. 93-94 e in (12)per i decreti del 1526 ) Notizie storiche in |
|        | Zanuccoli (Cesena) (la blasonatura non è stata ancora caricata) (citato in BLCW) Immagine in Blasone Cesenate. |
|        | Zanutto di Prata (Veneto, Friuli) Titoli: Nobile e Conte(mf) Troncato d'azzurro e d'oro al leone rampante dell'uno nell'altro, col capo d'oro carico di un'aquila nera (citato in GHVE) Notizie storiche in |

### Zap
| Stemma | Casato e blasonatura |
| ------ | --- |
|        | Zapata (Cagliari) di rosso, a 5 calzari scaccati d'oro e di nero posti in croce di S. Andrea con la bordura di rosso carica di 8 scudetti d'oro alla banda di nero (citato in SPRE - pag. 1000) 5 calzari scaccati di oro e di nero posti in croce di Sant'Andrea su rosso - bordura di rosso caricata di 8 scudetti di oro alla banda di nero (citato in LEOM) Cimiero: un leone d'oro nascente, tenente due calzari come quelli del campo |
|        | Zapata (Sardegna) di rosso (?), a 3 (o 5?) calzari scaccati d'oro (?) e di nero (?) posti in croce di S. Andrea con la bordura di rosso (?) carica di 8 scudetti d'oro (?) alla banda di nero (?) |
|        | Zappalà e Zappalà Asmundo (Catania) Titolo: nobile, barone della Tonnara di Fiume, di Noto e Caponero / nobile, barone d'argento all'aquila (dal volo abbassato ?) coronata di nero (citato in PRTS) d'argento, all'aquila coronata di nero col volo abbassato (citato in Mango e in NBSC) aquila coronata di nero su argento ali abbassate (volo) (citato in LEOM) (Cenno storico in Famiglie nobili di Sicilia (archiviato dall'url originale il 2 aprile 2016).) |
|        | Zappalà Asmundo (Catania) aquila coronata di nero su argento ali abbassate (volo) - stella (6 raggi) di rosso in punta su argento (citato in LEOM) |
|        | Zappalia (Mantova) aquila di nero coronata di oro sull'oro del troncato in scaglione rovesciato di oro e di verde - 2 bande una di rosso in alto e una di argento in basso traversanti 2 sbarre dello stesso su verde (citato in LEOM) |
|        | Zapparuschi d'azzurro, con la campagna di verde, alla zappa di nero, manicata d'oro, posta in banda e attraversante (citato in MONT - pag. 106) |
|        | Zappata o Zapata o Zapatta (Poirino) Titolo: conti di Pontchy Di rosso, a cinque stivaletti, scaccati d'argento e di nero, ordinati in decusse, con la bordura d'argento, carica di cinque scudetti d'oro, ciascuno divisato d'una banda di nero Motto: Ferae domi educatae mitescunt alias Di rosso, al leone d'oro, con le zampe posteriori vestite di scarpe, di nero Motto: Quod vis esse velis (citato in SUBL) |
|        | Zappata (Messina, Palermo, Noto) d'oro, a tre stivaletti scaccati d'argento e di nero, posti due ed uno alias d'oro, a cinque stivaletti scaccati d'argento e di nero posti in decusse (citato in Mango e in NBSC) (Cenno storico in Famiglie nobili di Sicilia (archiviato dall'url originale il 5 marzo 2016).) |
|        | Zappata (Comacchio) 5 stivaletti scaccati di nero e di oro su rosso posti in croce di Sant'Andrea (citato in LEOM) |
|        | Zappi Ceroni o Zappi Recordati (Firenze, Imola) aquila al naturale coronata di oro su oro - capo d'Angiò (citato in LEOM) |
|        | Zappino (Palermo) Titolo: barone di Mezzograno sopra le tonnare Soltanto, San Nicola e Arenella di rosso all'albero sradicato sormontato da una stella e sostenuto da un leone coronato, il tutto d'oro (citato in PRTS e in NBSC) di rosso, al leone coronato, rampante ad un albero sradicato, sormontato da una stella, il tutto d'oro (citato in Mango e in NBSC) albero sradicato di oro sormontato da - una stella (6 raggi) di oro accompagnato a destra da - leone rampante coronato dello stesso tutto su rosso (citato in LEOM) Elmo di nobile (Cenno storico in Famiglie nobili di Sicilia (archiviato dall'url originale il 5 marzo 2016).) Ulteriore ragguaglio storico in Famiglie nobili di Sicilia (archiviato dall'url originale il 2 aprile 2016). |

### Zar
| Stemma | Casato e blasonatura |
| ------ | --- |
|        | Zara (Marche) troncato: nel 1° d'argento al pegaso slanciato di nero; nel 2° d'azzurro al giglio d'argento (citato in GUCA – pag. 415) |
|        | Zara (Roma) cavallo alato di nero su argento - giglio di argento su azzurro (citato in LEOM) |
|        | Zaremba di Jaraczewski (Sanremo) leone rampante di nero nascente da - un muro merlato alla guelfa di argento mattonato di nero uscente dalla punta su campo non identificato (forse aranciato) - 3 rettangoli di azzurro bordati di oro posti 2,1 sul muro (citato in LEOM) |
|        | Zarini (Prato) D'azzurro, alla fascia di rosso bordata d'oro e caricata di un vaso dello stesso, accompagnata in capo da una cometa ondeggiante in fascia e rivolta d'oro, accostata da tre anelletti dello stesso, 2.1, e in punta da una lettera Z pure d'oro (citato in ASFI) vaso di oro su fascia di rosso bordata di oro su azzurro accompagnata in capo da - 3 cerchi posti 2,1 sormontati da una cometa posta in fascia coda a sinistra tutto di oro su azzurro - lettera Z maiuscola di oro posta in basso su azzurro (citato in LEOM) alias D'azzurro, alla fascia di rosso accompagnata in capo da una cometa ondeggiante in palo d'oro posta sopra a tre anelletti dello stesso ordinati in fascia, e in punta da un vaso al naturale posato sulla campagna di verde caricata della lettera Z d'oro (citato in ASFI) |
|        | Zarletti (Cesena) (la blasonatura non è stata ancora caricata) (citato in BLCW) Immagine in Blasone Cesenate. |
|        | Zarone (Napoli) Titolo: barone degli Infanti d'azzurro alla sbarra di rosso caricata di tre stelle d'oro, accompagnata da due leoni affrontanti, il primo tenente con la branca anteriore sinistra una fiaccola accesa, il secondo col la destra un giglio, il tutto al naturale e sormontato ognuno da una stella d'oro (citato in PRTS) 3 stelle (5 raggi) di oro poste su sbarra di rosso su azzurro - 2 leoni rampanti affrontati alla tedesca al naturale quello a sinistra reggente con la zampa anteriore sinistra una fiaccola accesa e quello in basso a destra afferrante con la zampa destra un giglio di argento entrambi i leoni sormontati da stella (5 raggi) di oro tutto su azzurro (citato in LEOM) |

### Zas
| Stemma | Casato e blasonatura |
| ------ | --- |
|        | Zasio (Feltre, Padova) croce scorciata patente di rosso sull'argento del - troncato di argento e di azzurro - 2 leoni controrampanti nascenti dalla punta afferranti con le zampe anteriori uno scudetto di oro caricato di una crocetta patente di argento tutto sull'azzurro (citato in LEOM) |

### Zat
| Stemma | Casato e blasonatura |
| ------ | --- |
|        | Zati (Firenze) Titolo: marchese di S. Maria del Rifesi Troncato d'oro e di nero, a quattro catene moventi dai quattro angoli dello scudo e riunite in cuore per un anello, il tutto dell'uno all'altro (citato in ASFI) (Immagine nella Raccolta stemmi Trippini (JPG).) troncato d'oro e di nero a due catene poste in decusse, dell'uno all'altro (citato in Mango e in NBSC) (DE) In gold-schwarz geteiltem Feld 4 anstoßende Ketten in verwechselten Tinkturen, schragenweise gelegt und durch 1 Ring in verwechselten Tinkturen verbunden (citato in KHIF) Corona di marchese (Cenno storico in Famiglie nobili di Sicilia (archiviato dall'url originale il 5 marzo 2016).) |
|        | Zatrillas (Sardegna) d'oro, a tre gemelle di rosso poste in scaglione |
|        | Zattera o Zattara (Napoli) Titolo: marchese di Novi inquartato: 1° di rosso al leone d'oro, 2° d'azzurro a tre torri merlate al naturale, nel 3° d'oro al motto Ave gratia plena, 4° d'argento al pino di verde nel terreno di verde sinistrato da un gallo al naturale (citato in PRTS) leone rampante di oro su rosso - 3 torri poste in fascia al naturale su azzurro - motto in lettere maiuscole romane di nero posto in sbarra "AVE GRATIA PLENA" su oro - albero di pino di verde nodrito su terrazzo dello stesso uscente dalla punta accompagnto a destra da un gallo al naturale tutto su argento (citato in LEOM)                                                      |
|        | Zattini (Cesena) (la blasonatura non è stata ancora caricata) (citato in BLCW) Immagine in Blasone Cesenate. |

### Zau
| Stemma | Casato e blasonatura |
| ------ | --- |
|        | Zauli (Modigliana) Troncato: nel 1° di rosso, al giglio d'oro; nel 2° d'azzurro, al ramo di rosaio di verde, fiorito di un pezzo d'argento, nodrito su un monte di tre cime di verde (citato in ASFI) giglio di oro sul rosso del - troncato di rosso di azzurro - monte a 3 cime di verde su cui fiorisce una rosa di argento stelata e fogliata di verde sull'azzurro (citato in LEOM) |
|        | Zauli da Baccagnano (Fano) monte a 3 cime di verde uscente dalla punta cimato da un ramo di rosa fiorito di un pezzo di rosso stelato e fogliato di verde su rosso - capo di Francia - trangla di oro (citato in LEOM) |
|        | Zauli Naldi (Faenza) monte a 3 cime di verde uscente dalla punta cimato da un ramo di rosa fiorito di un pezzo di rosso stelato e fogliato di verde su azzurro - giglio di oro su rosso in capo (della prima partizione) - braccio destro vestito a strisce di verde di argento e di rosso uscente da sinistra afferrante con la mano di carnagione un fascio di veccia (pianta erbacea con fiori violacei usata come foraggio) al naturale su argento - palato di verde di argento e di rosso (3 pezzi) (citato in LEOM) |

### Zav
| Stemma | Casato e blasonatura |
| ------ | --- |
|        | Zavagli o Zavagli Ricciardelli (Rimini, Faenza, Roma) giglio fiorito partito di azzurro e di oro su partito di oro e di azzurro - 2 stelle (8 raggi) poste in banda in alto a sinistra di azzurro su oro e a destra in basso di oro su azzurro (citato in LEOM)                         |
|        | Zavaglia o Zevaglios o Zevallos (Spagna, Rutigliano) Titolo: nobile d'argento a tre fasce di nero con la bordura scaccata d'oro e di rosso (citato in RTGL) |
|        | Zavaglio (Messina) d'argento, a tre pali di verde (citato in Mango) |
|        | Zavagni (Prato) (DE) In Blau 1 naturfarbener Eberkopf mit silbernem Hauer, begleitet oben von 1 vierlätzigen roten Turnierkragen (citato in KHIF) |
|        | Zavanne (Cesena) (la blasonatura non è stata ancora caricata) (citato in BLCW) Immagine in Blasone Cesenate. |
|        | Zavatteri (Centallo, Cherasco) Titolo: baroni de La Costa D'azzurro, alla banda d'oro ripiena di rosso, con il capo d'oro, carico di un'aquila, di nero alias D'azzurro, alla banda di rosso, con il capo d'oro, carico di un'aquila, di nero Motto: Robore et ingenio (citato in SUBL) |
|        | Zavoli (Cesena) (la blasonatura non è stata ancora caricata) (citato in BLCW) Immagine in Blasone Cesenate. |
|        | Zavoloni (Cesena) (la blasonatura non è stata ancora caricata) (citato in BLCW) Immagine in Blasone Cesenate. |

### Zaz
| Stemma | Casato e blasonatura |
| ------ | --- |
|        | Zazzara o Zazzera (Viterbo) D'argento, ad una Z maiuscola d'oro ed un bastone nodoso scorciato di verde, passati in croce di Sant'Andrea, ed accompagnati da due pomi di pino al naturale, uno in capo e l'altro in punta (citato in (19), pag. 177) |
|        | Zazzeri (Cesena) (la blasonatura non è stata ancora caricata) (citato in BLCW) Immagine in Blasone Cesenate. |
|        | Zazzerini (Firenze) D'azzurro, alla fascia diminuita d'argento, accompagnata da tre teste umane di carnagione, 2.1 (citato in ASFI) |

### Ze
| Stemma | Casato e blasonatura |
| ------ | --- |
|        | Zecca (Lecce, Napoli) Titolo: conti d'azzurro al destrochero movente dall'angolo sinistro del capo, sostenente una bilancia, accompagnata nel cantone destro del capo da una stella, tutto d'oro (citato in PRTS) braccio destro uscente da destra vestito di oro afferrante con la mano di carnagione una bilancia di oro su azzurro - stella (6 raggi) di oro in alto a sinistra su azzurro (citato in LEOM) |
|        | Zeccheri (Abruzzo) Spaccato: nel 1° d'argento ad una rosa di giardino di rosso, stelata e fogliata di verde, posta in fascia; nel 2° d'azzurro al palo d'oro, accompagnato da due spighe dello stesso poste in palo, sormontate ciascuna da un giglio pure d'oro; alla fascia dello stesso attraversante sulla partizione (citato in DAlena) |
|        | Zefferini (Cortona, Firenze) Di rosso, seminato di plinti d'argento, al leone attraversante di nero, e al capo cucito d'Angiò (citato in ASFI) (DE) Unter 1 blauen Schildhaupt, darin 1 vierlätziger roter Turnierkragen mit je 1 goldenen Lilie zwischen den Lätzen (Capo d'Angiò), in mit senkrecht gelegten silbernen Rechtecken bestreutem roten Feld 1 schwarzer Löwe (citato in KHIF) |
|        | Zeffi (Empoli, Firenze) Trinciato: nel 1° di rosso, al leone leopardito d'oro appoggiato a una spada bassa dello stesso, e talvolta passante sulla trinciatura; nel 2° losangato in banda d'azzurro e d'argento alias Trinciato: nel 1° di rosso, al leone leopardito d'oro appoggiato a un pugnale basso dello stesso, e talvolta passante sulla trinciatura; nel 2° losangato in banda d'azzurro e d'argento (citato in ASFI) |
|        | Zeffirini (Toscana) (DE) Unter 1 blauen Schildhaupt, darin 1 vierlätziger roter Turnierkragen mit je 1 goldenen Lilie zwischen den Lätzen (Capo d'Angiò), in mit silbernen Quadraten besätem roten Feld 1 schwarzer Löwe (citato in KHIF) |
|        | Zegna (Trivero, Biella) Titolo: conti di Monte Rubello Di rosso, al leone troncato d'argento e d'azzurro, con il capo dello stesso, carico di tre stelle d'oro, ordinate in fascia alias D'oro, al leone troncato d'argento e d'azzurro, con il capo dello stesso, carico di tre stelle (8) d'oro, ordinate in fascia Motto: In vigilantia securitas (citato in SUBL) |
|        | Zei (Pistoia) D'azzurro, al destrocherio di carnagione, vestito d'oro, tenente un ramo di verde, fruttato di due pezzi d'oro alias D'azzurro, al destrocherio di carnagione, vestito d'oro, tenente un ramo di verde, fiorito di due pezzi d'oro (citato in ASFI) |
|        | Zelli Jacobuzzi (Viterbo) 2 spade di argento incrociate punte in alto manicate di oro accompagnate da - 2 rose di rosso poste in palo tutto su azzurro (citato in LEOM) |
|        | Zelo (Napoli) Titolo: baroni d'azzurro al cigno d'argento (citato in PRTS) cigno di argento su azzurro (citato in LEOM) |
|        | Zelo (Portici) d'azzurro al cigno impugnante una perla, il tutto d'argento, sormontato da tre stelle d'oro (citato in NBNA) Notizie storiche in Nobili napoletani. |
|        | Zeloni (Firenze) Di..., al martello (mazzapicchio) di..., posto in palo e accompagnato da due palle di..., una nel cantone sinistro del capo e una nel cantone destro della punta (citato in ASFI) |
|        | Zeloni (Pistoia) D'azzurro, alla stella a otto punte d'oro, posta in mezzo a tre pine dello stesso, 2.1 (citato in ASFI) |
|        | Zenetti (Mantova) scudetto trinciato scalinato di oro e di rosso su - croce patente di rosso mancante del quarto braccio su argento - 2 aquile di nero coronate di oro in alto su argento - testa di moro di profilo al naturale attorcigliata di argento in basso (citato in LEOM) |
|        | Zenetti o Zanetti (Udine, Vienna (Austria)) leone rampante di rosso nascente dalla troncatura afferrante con la destra un tridente al naturale e con la sinistra un ramo di alloro dello stesso su argento - ancora a 2 marre al naturale posta in palo su palato di oro e di nero (citato in LEOM) |
|        | Zennaro (Chioggia) (la blasonatura non è stata ancora caricata) (citato in Araldica gentilizia (archiviato dall'url originale il 23 dicembre 2009).) |
|        | Zeno (la blasonatura non è stata ancora caricata) (citato in DAlena) |
|        | Zeno o Zen (Venezia, Chiarano) bandato di azzurro e di argento (8 pezzi) (citato in LEOM) |
|        | Zenone (Tortona) Titolo: conti di Castelceriolo Inquartato, al 1° d'oro, all'aquila coronata, di nero, al 2° d'argento, al grifone di rosso, al 3° bandato d'azzurro e d'argento, con la fascia del secondo carica di tre lettere Z, di nero, al 4° di rosso, a cinque torri d'oro, disposte in decusse (citato in SUBL) |
|        | Zentrighi o Centranico (Cesena) (la blasonatura non è stata ancora caricata) (citato in BLCW) Immagine in Blasone Cesenate. |
|        | Zerbini (Modena) leone rampante di argento tenente con le zampe anteriori un ramo di rosa fiorito di 3 pezzi di rosso stelato e fogliato di verde su azzurro - 3 stelle (6 raggi) di rosso poste in fascia su oro in capo - trangla di rosso caricata da 3 stelle (6 raggi) di oro (citato in LEOM) |
|        | Zerbino o Zerbini (Genova) Titolo: consignori di Igliano D'azzurro, alla stella di otto raggi, d'oro (citato in SUBL) |
|        | Zerbino (Andorno) D'azzurro, al ramoscello di rosa, d'oro, fiorito di tre pezzi d'argento, bottonati di rosso, accompagnato in capo da tre stelle, d'oro Motto: Interius candidior (citato in SUBL) |
|        | Zerbis (la blasonatura non è stata ancora caricata) (citato in DAlena) |
|        | Zerilli o Zirilli (Sicilia) troncato nel primo d'azzurro, al braccio destro di carnagione, impugnante una lancia al naturale in sbarra combattente il leone rivolto d'oro; nel secondo d'azzurro, a tre fasce cucite di rosso (citato in Mango) |
|        | Zerini (Firenze) Di..., alla balestra posta in palo di... (citato in ASFI) |
|        | Zerini (Firenze) Di..., al palo di..., accostato da due stelle a otto punte di..., e al capo d'Angiò (citato in ASFI) |
|        | Zeti (Prato, Firenze) D'oro, alla banda di rosso caricata di tre lettere Z d'argento, e accompagnata in capo dal monogramma di Cristo di rosso, e in punta da una stella a otto punte dello stesso (citato in ASFI) |
|        | Zeuli (Bari) Titolo: patrizi di Bari partito nel 1° di rosso al giglio d'oro, nel 2° d'azzurro a tre monti d'oro nel maggiore dei quali una pianta di rosa fiorita di tre pezzi del medesimo (l'arma posta in cuore all'aquila imperiale) (citato in PRTS) giglio di oro su rosso - 3 monti al naturale di oro uscenti dalla punta il centrale cimato da una pianta di rosa fiorita di 3 pezzi di oro stelata e fogliata di verde su azzurro (citato in LEOM) |
|        | Zezza e Zezza di Campomarino (Napoli, Roma) Titolo: barone di Zapponeta / barone, predicato di Campomarino, nobile dei baroni d'azzurro alla fascia convessa accompagnata in capo, a sinistra da un sole, in punta a destra da una cometa posta in fascia il tutto d'oro, la fascia caricata dai segni zodiacali dello scorpione e bilancia di nero Motto: Iustus ex fide vivit (citato in PRTS) |
|        | Zezza (Roma, Napoli) fascia convessa di oro caricata dei 2 segni zodiacali di nero riguardanti lo scorpione e la bilancia su azzurro - sole raggiante di oro in alto a destra - cometa di oro posta in fascia coda a destra in basso su azzurro (citato in LEOM) alias fascia convessa di oro caricata dei 2 segni zodiacali di nero riguardanti lo scorpione e la bilancia su azzurro - sole raggiante di oro in alto a destra - luna montante di argento a sinistra in alto - cometa di oro posta in fascia coda a destra in basso su azzurro (citato in LEOM) |

### Zi
| Stemma | Casato e blasonatura |
| ------ | --- |
|        | Zibbione (Casale) D'argento, a tre rami fogliati e gambuti, di verde, fioriti di tre rose di rosso, che sorreggono tre galli, al naturale, con il capo d'oro, carico di un'aquila, di nero (citato in SUBL) |
|        | Zileri (Parma, Buenos Aires (Argentina)) giglio di giardino fiorito di 3 pezzi di argento stelato e fogliato di oro su azzurro (citato in LEOM) |
|        | Zileri dal Verme (Parma, Vicenza) avambraccio destro posto in palo uscente dalla punta di uno scudetto di argento afferrante con la mano di carnagione una catena di oro che lega la testa e il busto di un drago al naturale tutto su - giglio di giardino fiorito di 3 pezzi di argento stelato e fogliato di oro su azzurro - rinquartato (1° e 4°) fasciato di rosso e di argento (8 pezzi) la seconda fascia di rosso caricata di una palla di oro - bordura dentata di oro - (2° e 3° ) fasciato di azzurro e di argento (4 pezzi) (citato in LEOM) |
|        | Zilio (Vicenza) di verde, al pozzo di pietra fondato nella pianura al naturale e sormontato da una stella di otto raggi d'oro (citato in GUCA – pag. 434) |
|        | Zimbalo (Randazzo, Messina) d'azzurro, alla sbarra d'oro, caricata da una stella del campo alias d'azzurro, alla croce di rosso attraversante tre sbarre d'oro, con la banda del secondo, caricata da una stella d'oro, attraversante sul tutto (citato in Mango) |
|        | Zinanni (Cesena) (la blasonatura non è stata ancora caricata) (citato in BLCW) Immagine in Blasone Cesenate. |
|        | Zinelli (Odolo) crociato con tre gigli al leone rampante e all'aquila reale, a due stelle a cinque punte collocate in punta (citato in Template:Cita Piovanelli) |
|        | Zineroni (Bergamo, Milano) albero di verde nodrito su terrazzo dello stesso uscente dalla punta tutto su azzurro (citato in LEOM) |
|        | Zineroni Casati (Bergamo, Milano) albero di verde nodrito su terrazzo dello stesso uscente dalla partizione tutto su azzurro - cotta d'arme di argento su nero - gemella di rosso in sbarra su - braccio destro vestito palato di rosso e di azzurro uscente da sinistra tenente con la mano di carnagione un ramoscello di olivo sormontato da un giglio e da un lambello (3gocce) di rosso tutto su argento - aquila di nero coronata di oro su oro (citato in LEOM)                                                                                    |
|        | Zini o De Zinis (Calvagese della Riviera, Pozzolengo) cane levriere corrente in banda collarinato di oro accostato da - 2 bande tutto di argento su rosso (citato in LEOM) |
|        | Zinnani (Roma) (la blasonatura non è stata ancora caricata) (Immagine nell' Archivio Storico Capitolino (PDF) (archiviato dall'url originale il 4 marzo 2016).) |
|        | Zino (Occimiano, Pallanza) Titolo: baroni D'azzurro, all'ancora d'argento, con il capo d'oro, carico di un'aquila coronata, di nero (citato in SUBL) ancora di argento a 2 marre posta in palo su azzurro - aquila coronata di nero su oro in capo (citato in LEOM) |
|        | Zinzelli da Signa (Firenze) D'azzurro, al leone d'argento e alla bordura di vaio alias D'azzurro, al leone d'argento e all'orlo di vaio alias D'azzurro, al leopardo d'argento e alla bordura di vaio alias D'azzurro, al leopardo d'argento e all'orlo di vaio (citato in ASFI) |
|        | Zinzendorf Titolo: conti di Casteggio, Galliate Inquartato, al 1° e 4° d'argento, alla volpe nascente, al naturale, quella del 1° punto rivoltata, al 2° e 3° d'azzurro, al leone nascente d'argento, sostenuto da una campagna di rosso, quello del 3° punto rivoltato; sul tutto, inquartato, al 1° di rosso, al 2° e 3° d'argento, al 4° di nero (citato in SUBL) |
|        | Zipoli (Firenze) D'azzurro, alla fascia diminuita d'oro sormontata da tre spine di botte al naturale ordinate in capo, e accompagnata in punta da un destrocherio di carnagione, vestito di rosso, impugnante una quarta spina di botte pure al naturale (citato in ASFI) |
|        | Zirilli (Sicilia) Diviso; al 1° d'azzurro, col braccio destro di carnagione, impugnante una lancia d'argento e combattente un leone rivolto d'oro; nel 2° d'azzurro, con tre fasce cucite di rosso (citato in NBSC) (Cenno storico in Famiglie nobili di Sicilia (archiviato dall'url originale il 5 marzo 2016).) |

### Zo
| Stemma | Casato e blasonatura |
| ------ | --- |
|        | Zoagli (Alghero) Partito di rosso e d'azzurro, al castello dell'uno all'altro sormontato da una testa di leone d'oro di profilo sull'uno e sull'altro (citato in DAlena) |
|        | Zoagli o Zoaglio (Genova, Casaleggio Boiro) Partito di rosso e d'azzurro, al castello dell'uno nell'altro, sormontato da una testa di leone, d'oro alias Partito d'oro e d'azzurro, al castello dell'uno nell'altro, aperto e finestrato del campo Motto: Virtuti fortuna comes (citato in SUBL) |
|        | Zoagli (Alghero, Casaleggio Boiro) castello a 2 torri merlate alla ghibellina di 3 pezzi partito di azzurro e di oro su partito di oro e di azzurro aperto e finestrato dei campi (citato in LEOM) |
|        | Zoagli (Alghero, Casaleggio Boiro) castello a 2 torri merlate alla ghibellina partito di azzurro e di rosso su partito di rosso e di azzurro aperto dei campi sormontato da - testa di leone di profilo di oro (citato in LEOM) |
|        | Zocca (Diano, Alba) Titolo: conti di Montelupo Inquartato, di Rangone e di Malerba; con la fascia d'azzurro, carica di tre stelle d'oro, sulla troncatura (citato in SUBL) |
|        | Zocco (San Germano) Troncato di verde e d'azzurro, alla palma d'oro, posta in banda Motto: In Domino spes mea (citato in SUBL) |
|        | Zocco (Palazzolo Acreide) Titolo: barone delle Balze d'azzurro alla torre di tre palchi sostenuta da un leone il tutto d'oro (citato in PRTS, in Mango e in NBSC) leone rampante di oro sostenente con le zampe anteriori una torre a 3 palchi dello stesso su azzurro (citato in LEOM) (Cenno storico in Famiglie nobili di Sicilia (archiviato dall'url originale il 2 aprile 2016).) |
|        | Zoccola (Italia settentrionale) D'argento a due bastoni noderosi, decussati, di rosso, accompagnati in capo da due stelle d'otto punte, d'oro (citato in uno stemmario manoscritto, realizzato dal parmense Giovanni Pagani, dal titolo Libro d'Arme d'ogni sorte di famiglie racolte da libri antichi di Francia, Germania e Milano, conservato presso la Biblioteca Nazionale Centrale di Roma (manoscritti fondo Vittorio Emanuele), p. 190) alias D'azzurro, a due bastoni noderosi, decussati, di verde, accompagnati in capo da due stelle di sei punte, d'oro (citato in uno stemmario manoscritto realizzato dal Blasone italiano di Bologna e conservato presso l'Archivio di Stato di Ravenna, p. 351) |
|        | Zoccoli (Modena) D'argento a due bastoni noderosi, decussati, di rosso, accantonati da quattro stelle d'otto punte, del secondo (citato in uno stemmario manoscritto realizzato in Modena da Angelo Maria Di Bologna minore osservante nell'anno 1715, dal titolo Araldo nel quale si vedono delineate, e colorite l'Arme dei potentati, e sovrani d'Europa, delle più cospicue d'Italia, varie di Francia , e Spagna, con moltissime di famiglie ordarie d'alcune città, Arme di molte comunità, e di molte religioni, conservato presso la Biblioteca Estense universitaria di Modena, p. 126) |
|        | Zoccoli D'azzurro a due bastoni noderosi, decussati, di verde, accantonati da quattro stelle di sei punte, d'oro (citato in uno stemmario manoscritto realizzato dal Blasone italiano di Bologna e conservato presso l'Archivio di Stato di Ravenna, p. 351) |
|        | Zoccoli (Italia settentrionale) D'azzurro a due bastoni noderosi, decussati, al naturale, accantonati da quattro stelle d'otto punte, d'oro (citato in uno stemmario manoscritto realizzato dal parmense Giovanno Pagani dal titolo Libro d'Arme d’ogni sorte di famiglie racolte da libri antichi di Francia, Germania e Milano, conservato presso la Biblioteca Nazionale Centrale di Roma (manoscritti della raccolta Pasianti nel fondo Vittorio Emanuela), p. 97) |
|        | Zoccolo (Trentino-Alto Adige) Titolo : Signori di Livio e di castel Zocolo. D'azzurro alla banda d'oro (citato in Gian Maria Rauzi, Araldica Tridentina, Trento, Grafiche Pavoniano Artigianelli, 1987, p. 380 |
|        | Zocholi (Modena) D'oro a due bastoni noderosi, decussati, di rosso, accantonati da quattro stelle d'otto punte, del secondo (citato in uno stemmario manoscritto realizzato dal modenese Ignazio Giacomelli dal titolo Raccolta di molti blasoni ho d'arme di molte famiglie che si conservano in Modena, conservato presso la Biblioteca Nazionale Centrale di Roma (manoscritti della raccolta Pasinati nel fondo Vittorio Emanuele), p. 14) |
|        | Zocholi (Ferrara e Modena) D'argento a due bastoni noderosi, decussati, di rosso, accantonati da quattro stelle di sei punte, del secondo (citato in uno stemmario manoscritto realizzato in Modena da Don Iacomo Fontana cavaliere gerosolimitano nell'anno 1605 dal titolo Insegne di varii prencipi et case illustri d'Italia e altre provincie, conservato presso la Biblioteca Estense universitaria di Modena, p. 190) |
|        | Zoello o Zoelli (Carmagnola) Titolo: conti di Ceresole, Gassino; signori di Baldissero; consignori di Perno, Santena Troncato d'azzurro e d'argento, al liocorno ritroncato d'argento e di rosso, sormontato da due stelle, d'oro Motto: Sola integritate alias Troncato di rosso e d'argento, al liocorno (cavallo?) ritroncato dell'uno nell'altro (citato in SUBL) |
|        | Zoffoli (Cesena) (la blasonatura non è stata ancora caricata) (citato in BLCW) Immagine in Blasone Cesenate. |
|        | Zogheb (Damasco (Siria), Alessandria d'Egitto (Egitto)) semipartito da un filetto in palo di oro e troncato da una fascia dello stesso caricata da una stella (5 raggi) di rosso su troncato di rosso e di azzurro - bilancia di oro su rosso - piramide di argento su rosso - leone rampante di oro su azzurro (citato in LEOM) |
|        | Zohar (Zara (Croazia)) filetto ondato in fascia di oro su troncato ondato di argento e di azzurro - l'argento è ritroncato in scaglione di argento e di oro da uno scaglione di rosso racchiudente una stella (6 raggi) di nero - 3 stelle (6 raggi) di oro poste 2,1 sull'azzurro (citato in LEOM) |
|        | Zoia o Zoya o Gioia (Asti) Titolo: conti di Albaretto e Lottulo Di rosso, a quattro gigli d'oro, 2 e 2 alias D'argento, a quattro gigli di rosso, 2 e 2 alias Un scudo ovale cartociato a beneplacito col campo d'oro a quattro fiori d'Alice due in fronte e due in ponta Motto: Impavida virtus (citato in SUBL) |
|        | Zola o Zolla o Zolia (Asti) Partito di rosso e d'azzurro, a tre bande d'oro, accompagnate in capo da due stelle dello stesso alias Partito: nel 1º di rosso; nel 2º d'azzurro, a tre bande d'oro, accompagnate in capo da due stelle dello stesso Motto: Iuste bellandum (citato in SUBL) |
|        | Zola (Brescia) di rosso al giglio d'oro, sormontato da un lambello di quattro pendenti in argento (citato in Template:Cita Piovanelli) |
|        | Zolemi (Cesena) (la blasonatura non è stata ancora caricata) (citato in BLCW) Immagine in Blasone Cesenate. |
|        | Zomei (Pistoia) Di verde, al cane rampante d'oro, collarinato di rosso (citato in ASFI) |
|        | Zon (Venezia, Padova) scaglionato doppiomerlato rovesciato di rosso e di argento (8 pezzi) (citato in LEOM) |
|        | Zona (Molise) D'azzurro alla banda d'oro convessa ed abbassata ripiena di rosso caricata di un palo d'argento; i punti di rosso caricati ognuno dei segni astronomici del leone e della bilancia d'oro, quello d'argento del segno dello scorpione di nero, con un uomo di carnagione fasciato di bianco con arco, il tutto al naturale ed uscente da sinistra, in atto di dardeggiare un orso al naturale, ritto e rivoltato, attraversato dalla banda, accompagnata da cinque stelle (6) d'argento, due in capo e tre in punta (citato in DAlena) |
|        | Zona (Aversa) scorpione di nero su palo di argento su - banda convessa di rosso bordata di oro caricata dei segni zodiacali del leone e della bilancia di oro su azzurro - uomo di carnagione tenente un arco incoccato tutto di argento uscente dalla parete di destra - orso al naturale rampante nascente dal centro della banda rivolto al naturale - 5 stelle (6 raggi) di argento poste 2 in alto in fascia e 3 in basso a sinistra in fascia su azzurro (citato in LEOM) |
|        | Zonco (Saluzzo) Titolo: consignori di Torrazza D'argento, alla fascia di rosso, accompagnata in capo dal capo e collo di un caprone, di nero, accostato da due rose, di rosso, in punta bandato d'argento e di nero Motto: Candor illaesus (citato in SUBL) |
|        | Zondadari (Siena) di azzurro alla banda dello stesso bordata d'oro e caricata di tre rose del medesimo (citato in SPRE – Vol. II pag. 451) D'azzurro, alla banda del campo, bordata d'oro, caricata di tre rose dello stesso (citato in ASFI) |
|        | Zondadari Chigi (Milano) 3 rose di oro su banda di azzurro bordata di oro su azzurro - albero di rovere sradicata di oro a 4 rami posti in doppia croce di Sant'Andrea su azzurro - monte a 6 cime di oro sormontato da - stella (8 raggi) dello stesso su rosso (citato in LEOM) |
|        | Zondini (Cesena) (la blasonatura non è stata ancora caricata) (citato in BLCW) Immagine in Blasone Cesenate. |
|        | Zoni (Salò) di rosso a tre teste di carnagione, coronate d'alloro, volte a sinistra di profilo (citato in Template:Cita Piovanelli) |
|        | Zoppi (Casale, Alessandria) Titolo: marchesi; signori di Cassine, Castelnuovo Bormida, Sezzadio Inquartato, al 1° e al 4° d'argento, a quattro catene di rosso, legate in decusse, con un breve bianco svolazzante in fascia, legato alle catene in cuore, e scritto del motto "GERN" di nero; al 2° e 3° di rosso, alla gamba di carnagione recisa e in sbarra, con il capo d'oro, carico di un'aquila di nero, coronata del campo; sul tutto di rosso, alla punta d'argento, rovesciata, movente dal capo, con il capo d'oro, carico di un'aquila (ascia?) coronata, di nero, nascente alias Inquartato, al 1° e al 4° d'argento, a quattro catene di rosso, legate in decusse, con un breve bianco svolazzante in fascia, legato alle catene in cuore, e scritto del motto "GERN" di nero; al 2° e 3° di rosso, alla gamba di carnagione recisa e in sbarra, con il capo d'oro, carico di un'aquila di nero, coronata del campo; sul tutto di rosso, al palo d'argento, con il capo d'oro carico di un'aquila coronata, di nero, nascente alias Trinciato d'oro e di rosso, alla gamba di carnagione recisa, di nero; con il capo d'oro, cucito, carico di un'aquila coronata, di nero alias Di rosso, alla gamba di carnagione, con il capo d'oro, carico di un'aquila coronata, di nero alias Trinciato di rosso e d'oro, alla gamba di carnagione recisa, di nero; con il capo d'oro, cucito, carico di un'aquila coronata, di nero (citato in SUBL) |
|        | Zoppi (Cassine, Alessandria, Verona, Firenze) 4 catene di rosso poste in croce di Sant'Andrea unite al centro da un anello dello stesso su - nastro svolazzante di argento caricato della parola in lettere maiuscole romane di nero "GERN" tutto su argento - gamba di carnagione recisa posta in sbarra su rosso - aquila coronata di nero nascente su oro in capo (nel 2° e 3° quarto dell'inquartato) (citato in LEOM) |
|        | Zoppi (Cassine, Alessandria, Verona, Firenze) palo di argento sul rosso dello scudetto troncato di oro e di rosso - aquila coronata di nero nascente sull'oro su - 4 catene di rosso poste in croce di Sant'Andrea unite al centro da un anello dello stesso su - nastro svolazzante di argento caricato della parola in lettere maiuscole romane di nero "GERN" tutto su argento - su troncato di oro e di rosso - aquila coronata di nero sull'oro - gamba di carnagione recisa posta in sbarra sul rosso (citato in LEOM) |
|        | Zorli (Macerata, Bologna) 3 uccelli upupe rivolte al naturale poste 2,1 su troncato di azzurro e di verde (citato in LEOM) |
|        | Zorutti (Venezia) cornacchia al naturale su monte appuntito di verde uscente dalla punta su azzurro (citato in LEOM) |
|        | Zorzi (Venezia, Bologna, Adria, Rovigo, Napoli) d'argento, alla fascia di rosso (citato in AMDC) fascia di rosso su argento (citato in LEOM) |
|        | Zorzi (Dalmazia) tenaglia di azzurro posta in palo su - fascia di rosso su argento (citato in LEOM) |
|        | Zorzi (Verona) elmo di acciaio con sottogola di cuoio tutto al naturale su oro - 3 stelle (6 raggi) di oro poste in fascia su azzurro in capo (citato in LEOM) |
|        | Zorzi (Vicenza, Bovino, Milano) 3 stelle (8 raggi) di argento su fascia di rosso su argento (citato in LEOM) |
|        | Zostra o Zostri (Rivoli) D'azzurro, a tre scaglioni d'oro (citato in SUBL) |
|        | Zoti (Pistoia) Partito d'azzurro e d'oro, al destrocherio attraversante di carnagione, vestito di verde, tenente nel primo un albero sradicato al naturale (citato in ASFI) |
|        | Zotis (la blasonatura non è stata ancora caricata) (citato in DAlena) |
|        | Zovanoli (Piacenza) leone al naturale seduto e poggiante le zampe anteriori su un capitello corinzio di rosso uscente da sinistra entrambi su terrazzo di verde uscente dalla punta su azzurro - il leone sovrasta una banda di rosso bordata di oro accompagnata in alto a destra da - 3 stelle (5 raggi) di argento poste 2,1 tutto su azzurro (citato in LEOM) |

### Zu
| Stemma | Casato e blasonatura |
| ------ | --- |
|        | Zubani (Marmentino) troncato nel 1º di rosso al giglio d'oro, sormontato da un rastro d'argento a quattro pendenti; nel 2º d'argento (citato in Template:Cita Piovanelli) |
|        | Zubanesio Duce d'azzurro, al leopardo illeonito d'oro, con la coda forcata e decussata (citato in MONT - pag. 136) |
|        | Zuboli d'azzurro, alla zucca d'oro (citato in MONT - pag. 168) |
|        | Zuccalà (Sicilia) d'argento, con un albero al naturale sradicato di oro (citato in NBSC) Elmo di nobile (Cenno storico in Famiglie nobili di Sicilia (archiviato dall'url originale il 5 marzo 2016).) |
|        | Zuccanti (Amelia) 3 bande doppiomerlate di azzurro su argento (citato in LEOM) |
|        | Zuccantini (Siena) d'azzurro al compasso aperto diamantato d'oro, posto nel cuore di un anello dello stesso (immagine presente nell'Archivio di Stato di Siena) |
|        | Zuccardi Merli (Correggio, Reggio Emilia, Novellara, Bologna, Genova, Milano) inquartato al 1° zucca di oro gambuta e fogliata di verde (a forma di pera allungata) su banda di azzurro su oro - 2° mostro marino al naturale simile ad un coccodrillo a bocca aperta uscente dal mare mirante - una cometa ondeggiante in banda di oro tutto su azzurro - 3° braccio destro vestito di rosso uscente dalla partizione a destra afferrante con la mano di carnagione un ramoscello di verde su azzurro - capo d'Angiò cucito - 4° 3 merli alla ghibellina in prospettiva di mattoni al naturale posti 2,1 su troncato di azzurro e di argento (citato in LEOM) |
|        | Zuccardi Merli (Correggio, Reggio Emilia, Novellara, Bologna, Genova, Milano) partito : 1° zucca di oro gambuta e fogliata di verde (a forma di pera allungata) su banda di azzurro su oro - 2° 3 merli alla ghibellina in prospettiva di mattoni al naturale posti 2,1 su troncato di azzurro e di argento (citato in LEOM) |
|        | Zuccareda (Treviso) 3 monti ristretti di verde uscenti dalla troncatura reggenti un ramarro passante di argento coda guizzante in alto sull'azzurro del - troncato di azzurro e semipartito di rosso di oro - cavallo rampante al naturale sul semipartito di rosso e di oro (citato in LEOM) |
|        | Zuccarelli olim Claramonte, Consegnamento 20.07.1580 partito: il primo d'argento alla nuvola di rosso sostenuta da un monte ristretto del campo; il secondo d'oro alla croce di nero (citato in MANN) |
|        | Zuccari o Zuccaro (Agira) Titolo: barone di Cuticchi d'azzurro alla fascia di rosso concava, accompagnata in capo da tre stelle d'oro ordinate in fascia, in punta da una campana d'argento (citato in PRTS e in NBSC) fascia convessa di rosso su azzurro - 3 stelle (5 raggi) di oro in alto poste in fascia su azzurro - una campana di argento in basso su azzurro (citato in LEOM) (Cenno storico in Famiglie nobili di Sicilia (archiviato dall'url originale il 2 aprile 2016).) |
|        | Zuccaro (Messina, Taormina) troncato con la divisa centrata di rosso; nel primo d'azzurro a tre stelle d'oro, ordinate in fascia; nel secondo d'azzurro, alla campagna d'argento (citato in Mango) |
|        | Zuccaro di Cuticchi (Sicilia) di . . . . . a due leoni affrontati, coronati di . . . . . tenenti (un pezzo di zucchero?) di . . . . . sormontato da una stella di sei raggi di . . . . . i leoni sostenuti da una fascia abbassata di . . . . . (citato in Mango) |
|        | Zuccato (Venezia, Treviso) zucca a forma di pera (zucca del pellegrino) cimata da una crocetta latina e sormontata da una corona tutto di oro su troncato di azzurro e di rosso (citato in LEOM) |
|        | Zucchelli (Pisa) Di..., alla torre di..., sormontata da una pera di..., picciolata e fogliata di...; il tutto accompagnato in capo da un cappello prelatizio a tre ordini di fiocchi di... alias Di..., alla torre di..., sormontata da una zucca di..., picciolata e fogliata di...; il tutto accompagnato in capo da un cappello prelatizio a tre ordini di fiocchi di... (citato in ASFI) |
|        | Zucchelli (Cremona) interzato in fascia; nel primo d'oro, all'aquila di nero, coronata del campo; nel secondo d'argento, al leone illeopardito d'oro, tenente con la branca anteriore destra una pera di verde, fogliata dello stesso e con il gambo in alto; nel terzo d'argento, a tre pere di verde, fogliate dello stesso e con i gambi in alto (citato in BLCR) Immagine in Blasonario Cremonese (archiviato dall'url originale il 7 aprile 2014). |
|        | Zuccheri (San Vito al Tagliamento) fascia accompagnata in alto da 3 stelle (6 raggi) di argento poste 1,2 e in basso da un piccolo monte a pan di zucchero tutto di argento su azzurro (citato in LEOM) |
|        | Zuccheri Tosio (Parma, Milano, Firenze) filetto formato da un semi palo e da una fascia di oro su rosso - ciascun punto caricato da una zucca di oro (citato in LEOM) |
|        | Zuccheri-Tosio (Clusone, Fidenza) d'azzurro, a tre zucche d'oro, poste in fascia 2 e 1 (citato in BLCR) Immagine in Blasonario Cremonese (archiviato dall'url originale il 7 aprile 2014). |
|        | Zuccherini (Colle) Di..., al destrocherio di..., vestito di..., impugnante tre pannocchie di... alias D'azzurro, a due steli di canna decussati, fogliati e cimati da una pannocchia, il tutto al naturale; con il capo cucito d'Angiò (citato in ASFI) |
|        | Zuccherini (Empoli, Firenze) D'azzurro, a due pannocchie d'oro con gli steli decussati fogliati e sradicati di verde; con il capo cucito d'Angiò (citato in ASFI) |
|        | Zuccherus (Toscana) (DE) 1 Einhorn (citato in KHIF) |
|        | Zucchetti (Pisa, Empoli) D'azzurro, alla fascia accompagnata da tre stelle a otto punte ordinate in capo, e da un monte di tre cime posto in punta, il tutto d'oro (citato in ASFI) |
|        | Zucchetti (Firenze) Troncato: nel 1° d'argento, al giglio di rosso accostato da due stelle a otto punte d'oro; nel 2° di rosso, alla zucca posta in sbarra d'argento (citato in ASFI) |
|        | Zucchetti (Toscana) (DE) Silber-rot geteilt: Oben 1 rote Lilie zwischen 2 achtstrahligen goldenen Sternen balkenweise, unten 1 aus dem rechten Schildrand hervorkommender silberbekleideter Linkarm, 1 silberne Feder haltend (citato in KHIF) |
|        | Zucchi (Pontremoli) Troncato: nel 1° d'oro, all'aquila dal volo spiegato di nero, coronata dello stesso; nel 2° d'azzurro, alla zucca picciolata e fogliata, accompagnata in punta da tre gigli ordinati in fascia, il tutto d'oro (citato in ASFI) |
|        | Zucchi o Zucchi Castellini (Pontremoli) aquila di nero su oro - 3 gigli posti in fascia di oro sormontati da una zucca fogliata posta in sbarra tutto di oro su azzurro - castello di argento a 3 torri aperto finestrato e murato di nero su azzurro (citato in LEOM) |
|        | Zucchi o Zucchi Tiranni (Pennabilli, Milano) cespuglio nodrito su terrazzo uscente dalla punta tutto al naturale su azzurro - 3 stelle (8 raggi) di oro poste in fascia in alto su azzurro (citato in LEOM) |
|        | Zucchi Castellini (Pontremoli) Partito: nel 1° troncato, a/ d'oro, all'aquila dal volo spiegato di nero, b/ d'azzurro, alla zucca picciolata e fogliata, accompagnata in punta da tre gigli, 2.1, il tutto d'oro; nel 2° d'azzurro, al castello d'argento, murato di nero, turrito di tre pezzi, la torre centrale più alta (citato in ASFI) |
|        | Zucchini (Faenza) d'azzurro, alla campagna mareggiata d'argento e del campo, sostenente un delfino d'argento, posto in palo, sormontato da tre stelle di otto raggi d'oro, ordinate in fascia (citato in SPRE - pag. 1036) mare di argento fluttuoso di azzurro uscente dalla punta sostenente un delfino posto in palo di argento sormontato da - 3 stelle (8 raggi) di oro poste in fascia tutto su azzurro (citato in LEOM) |
|        | Zucchini (Bologna, Poggio Renatico) colomba di argento posata su monte a 3 cime dello stesso uscente dalla punta su partito di rosso e di azzurro - capo d'Angiò (citato in LEOM) |
|        | Zucchini Solimei (Bologna) monte a 3 cime di oro uscente dalla punta sormontato da una colomba al naturale su partito di argento e di rosso - fascia di rosso su troncato di azzurro e semipartito di oro e di rosso - sole raggiante di oro nascente dal capo sull'azzurro - 2 leoni controrampanti a sinistra di rosso a destra di oro sul semipartito di oro e di rosso - capo d'Angiò (citato in LEOM) |
|        | Zucco o Di Zucco o Zucco di Cuccagna (Gorizia, Baden (Germania)) leone rampante di rosso su argento (citato in LEOM) |
|        | Zucco (Cremona) Titolo: nobili di Cremona e di Verona d'azzurro, a tre pere d'oro, con i gambi in alto; con il capo d'oro, all'aquila di nero, coronata del campo (citato in BLCR) Immagine in Blasonario Cremonese (archiviato dall'url originale il 7 aprile 2014). |
|        | Zuccoli (Modena, Parma, Roma, Racconigi, Reggio Emilia, Asti) 3 zucche poste 2,1 le prime 2 in fascia di argento fogliate di verde sul rosso del - troncato di rosso e di argento e una basso di rosso fogliata di verde sull'argento - aquila coronata di argento su oro (citato in LEOM) |
|        | Zuccolini Federici o Federici Zuccolini (Carpi, Modena) aquila coronata di nero caricata da uno scudetto di oro sul petto su oro - 3 bande scaccate di azzurro e di argento (2file) su oro (citato in LEOM) |
|        | Zucconi o Succoni (Mantova) Titolo: conti di Benevello D'oro, al muro d'argento, merlato alla ghibellina, innalzato fino al capo dello scudo (carico di due teste di uomo, al naturale, affrontate), sormontato da un'aquila, di nero alias Di verde, alla zucca lunga d'argento, fogliata d'oro (citato in SUBL) |
|        | Zucconi (Camerino, Roma) 3 fiori di zucca al naturale fogliati di verde su sbarra di argento su oro (citato in LEOM) |
|        | Zucconi (Camerino, Roma) 3 fiori di zucca al naturale fogliati di verde su sbarra di rosso su oro (citato in LEOM) |
|        | Zucconi (Camerino, Roma) 3 fiori di zucca al naturale fogliati di verde su sbarra di argento su azzurro (citato in LEOM) |
|        | Zuccotti D'azzurro, a tre zucche al naturale, poste in fascia (citato in SUBL) |
|        | Zuffi o Zuffo (Centallo) Troncato d'azzurro e d'oro, al leone ritroncato d'oro e di rosso (citato in SUBL) |
|        | Zugagnoli (Cesena) (la blasonatura non è stata ancora caricata) (citato in BLCW) Immagine in Blasone Cesenate. |
|        | Zugni Tauro de Mezzan (Feltre, Belluno) albero di pino silvestre di verde su monte a 3 cime dello stesso uscente dalla punta di uno scudetto di azzurro su - aquila bicipite di oro su rosso - torre di argento alla guelfa finestrata e murata di nero su terrazzo uscente dalle partizioni di verde su azzurro dalla porta esce un toro passante di oro verso destra (citato in LEOM) |
|        | Zulfanelli (Firenze) D'azzurro, alla torre al naturale sostenente un uccello posato dello stesso (citato in ASFI) |
|        | Zuliani o Porta di Ferro (Belluno, Noventa di Piave, Venezia) 3 stelle (8 raggi) poste 2,1 partite di rosso e di argento su partito di argento e di rosso - porta di nero chiusa e sbarrata con catenaccio dello stesso con stipite e cernice bugnato di pietra al naturale su oro (citato in LEOM) |
|        | Zuliani (Cesena) (la blasonatura non è stata ancora caricata) (citato in BLCW) Immagine in Blasone Cesenate. |
|        | Zumbo o Zummo (Palermo, Messina, Siracusa) Titolo: barone della Cava nobile di Siracusa d'azzurro, alla banda cucita di rosso, accompagnata da tre stelle d'oro poste due in capo ed una in punta (citato in Mango e in NBSC) Elmo e corona di barone (Cenno storico in Famiglie nobili di Sicilia (archiviato dall'url originale il 5 marzo 2016).) |
|        | Zunica o Zuniga (Napoli, Lucera, Sicilia) Titolo: principe di Cassano, duca di Nardò, duca di Castellina, duca di Alessano D'argento con la banda di nero, ed una catena d'oro di 8 anelli posta in bordura attraversante sul tutto (citato in PRTS) d'argento, alla banda di nero, alla catena d'oro di otto anelli posta in cinta, attraversante sul tutto (citato in Mango) banda di nero su argento sottostante - una catena di oro di 8 grandi maglie posta in bordura (citato in LEOM) |
|        | Zuppani (Antivari (Montenegro), Bologna, Belluno) rosa di argento bottonata di oro su sbarra di azzurro su tagliato di argento e di rosso (citato in LEOM) |
|        | Zurla (Crema) 3 uccelli in volo di argento posti 2,1 su nero (citato in LEOM) |
|        | Zurla (Cesena) (la blasonatura non è stata ancora caricata) (citato in BLCW) Immagine in Blasone Cesenate. |
|        | Zurlo (Molise) Di rosso alla banda partita inchiavata d'azzurro e d'oro alias Di rosso al pesce zurlo d'argento (arma antica) (citato in DAlena) |
|        | Zurlo e Capece Zurlo (Napoli, Bitonto, Giovinazzo, Parigi, Modena) Titolo: nobile, principe, conte, marchese di Castelrodrigo, patrizio napoletano, nobile dei principi Di rosso alla banda inchiavata d'oro e d'azzurro (citato in DAlena) Di rosso alla banda d'oro caricata da un girello d'azzurro (citato in PRTS) alias Partito: nel primo di nero al leone coronato d'oro linguato di rosso (Capece), nel secondo di rosso alla banda cuneata d'azzurro e d'oro (citato in PRTS) |
|        | Zurolo (Napoli) Di rosso, alla banda cuneata d’oro e d’azzurro. |
|        | Zuti (Firenze) Di..., alla pianta di vite sradicata di..., fruttifera di... (citato in ASFI) |
|        | Zuzi (Abruzzo) D'azzurro alla fascia d'oro accompagnata nella punta da due bande e nel capo da un palo fiancheggiato da due spighe e sormontato da due gigli il tutto d'oro alias Spaccato: nel 1° d'azzurro al palo d'oro, fiancheggiato da due gigli dello stesso; nel 2° di rosso a due bande d'argento attraversanti sulla partizione (citato in DAlena) |